# Pothyne lanshuensis
Pothyne lanshuensis là một loài bọ cánh cứng trong họ Cerambycidae.